# Ludwig Förster
Ludwig Förster (Bayreuth, 8 ottobre 1797 – Bad Gleichenberg, 16 giugno 1863) è stato un architetto austriaco.

## Biografia
Ludwig Förster era figlio di Christoph Förster, un guardiacaccia nel principato di Ansbach e Bayreuth. Frequentato il ginnasio di Ansbach, dal 1816 studiò per due anni presso l'Accademia delle belle arti di Monaco di Baviera a Monaco. Nel 1819 entrò all'Accademia di belle arti di Vienna come allievo di Pietro Nobile. Questi lo impiegò per sei anni come Corrector nella scuola di architettura. Nel 1828 Förster fondò un istituto litografico. Successivamente fondò una fonderia di zinco e nel 1836 la Allgemeine Bauzeitung. Dal 1839 fu un libero architetto, nel cui atelier lavorò, tra gli altri, Otto Wagner. Successivamente diede inizio a numerosi progetti per un ampliamento della città di Vienna e fu un "motore" di questa iniziativa. Nel 1843 chiamò il suo insegnante Peter von Nobile come professore presso l'Accademia delle Arti; terminò questa attività nel 1845.
Da quell'anno Förster fu anche imprenditore, fondò una fonderia di zinco a Berlino, aprì una miniera di zinco in Boemia e partecipò alla realizzazione di una ferrovia e ad altre imprese. Nel 
Dal 1846 Förster fu, insieme al suo figliastro Theophil von Hansen, attivo come architetto.

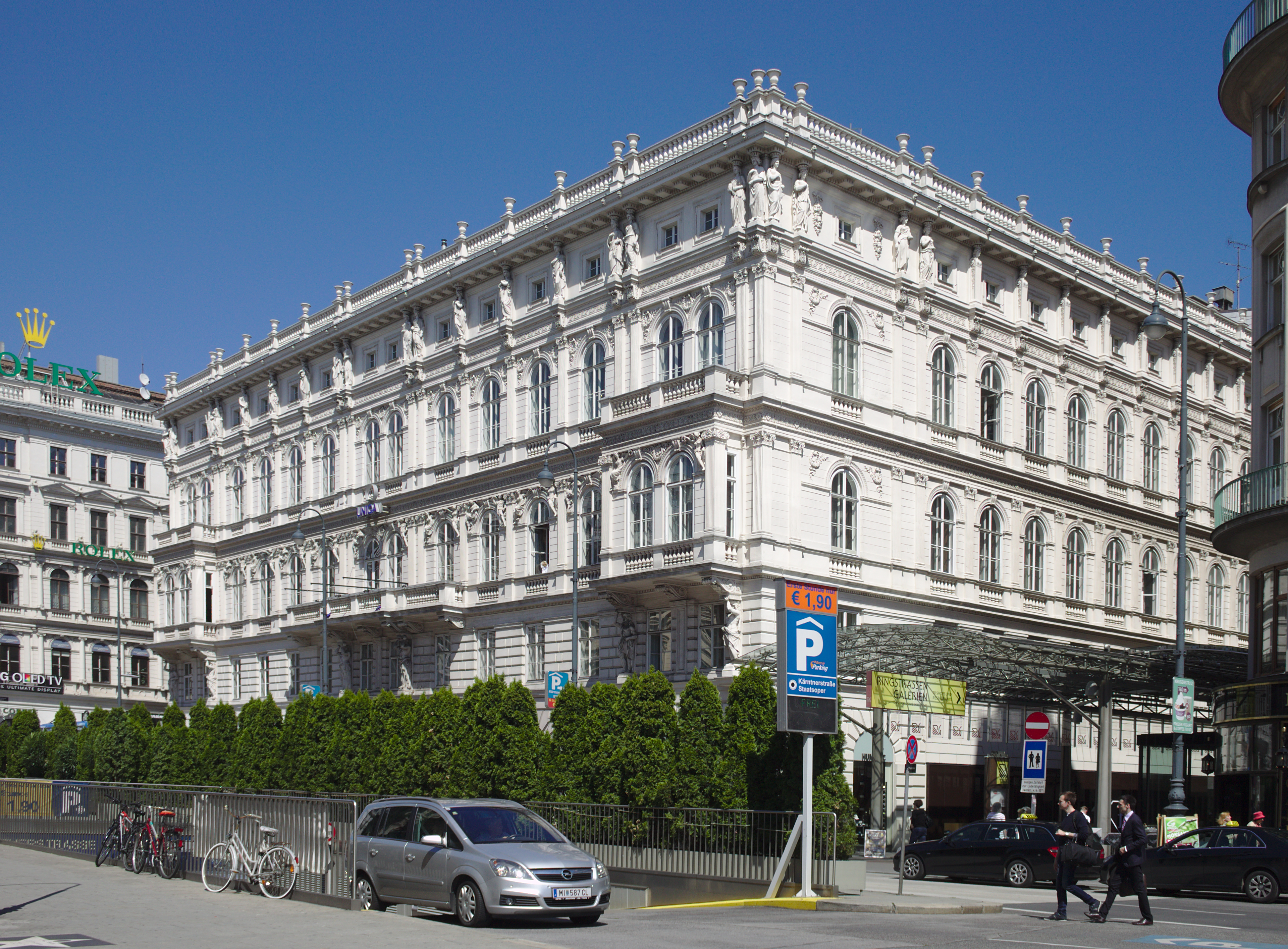
Ludwig Förster: Palazzo Todesco

Nel 1858 s'impegnò intensamente con il piano della Ringstraße (circonvallazione) di Vienna. Egli prese parte al concorso per il piano, che vinse ex aequo con altri due architetti. Nel corso della successiva realizzazione egli progettò numerosi edifici abitativi, come il Palazzo Todesco e il Palazzo Hoyos.
Förster ottenne come riconoscimento per il suo lavoro di costruttore l'Ordine austriaco della Corona ferrea di terza classe. In seguito a questo ebbe il 14. giugno 1863 la convenzionalmente collegata richiesta di elevazione all'ereditario titolo cavalleresco austriaco. Indebolito da una malattia polmonare Ludwig Ritter von Förster morì due giorni dopo, il 16 giugno 1863, all'età di 66 anni.
I suoi figli, Heinrich von Förster ed Emil von Förster, furono anch'essi architetti.
Nel 1886, nel quartiere viennese di Leopoldstadt, gli venne intitolata una via, (Förstergasse).

## Opere

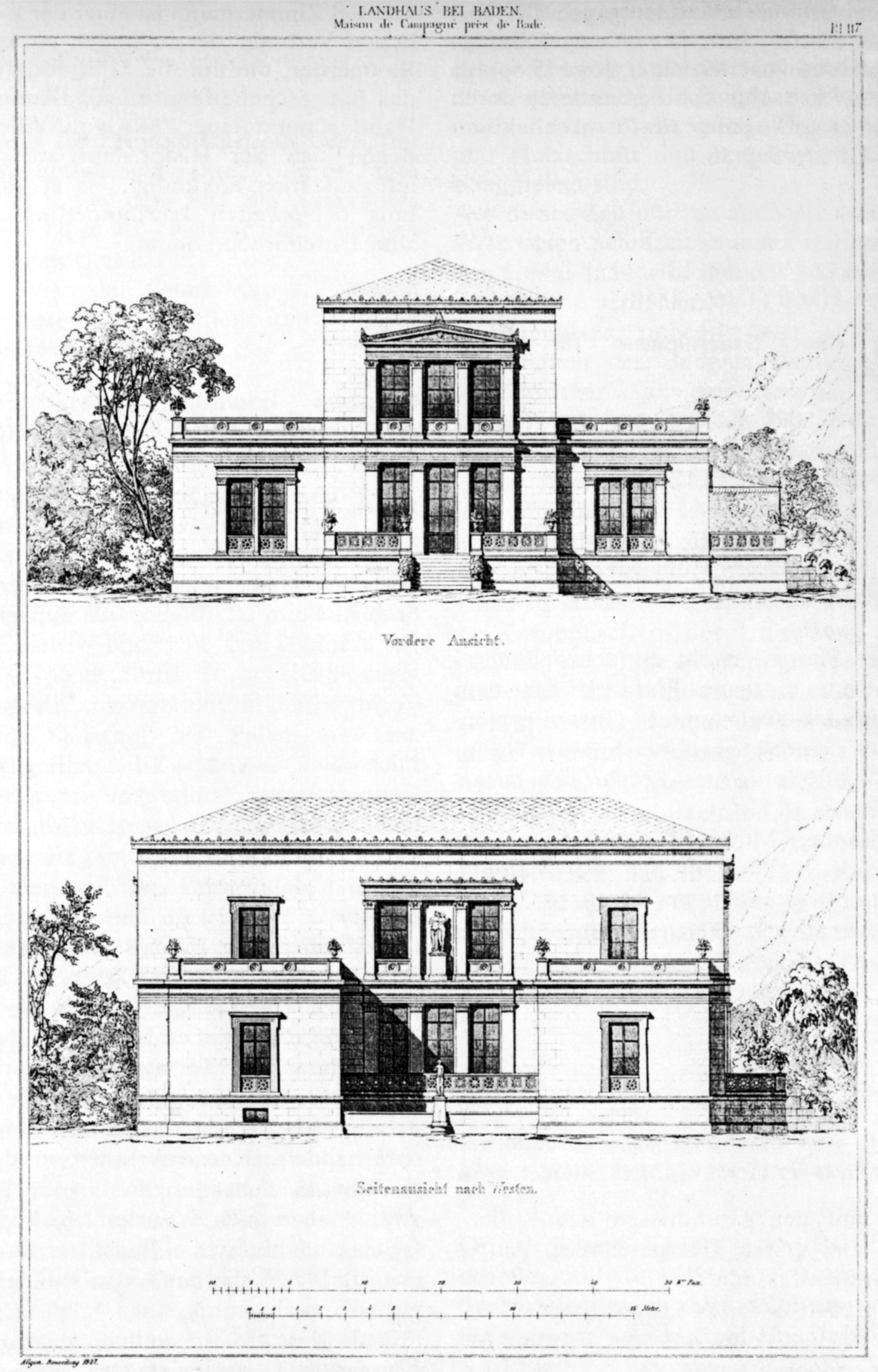
Villa Barbara Gräfin von Abensberg und Traun, Baden bei Wien (1847)

- Teatro Reduta, Bürgerhäuser, Brünn (1831)
- Piscina del (primo) Dianabades (Bagni Diana, 1841–1843), con Karl Etzel
- Chiesa Evangelica, Ratiboř (1842–1861)
- Castello Großpriesen (Velké Březno) (1842–1854)
- Palazzo Rothschild, Vienna, Renngasse (1847)
- Villa Barbara Gräfin von Abensperg und Traun, Baden bei Wien, Weilburgstraße 20 (1847) [4][5]
- Hotel Nazionale, Vienna-Leopoldstadt (1848) con Theophil Hansen[6]
- Chiesa di Gustavo Adolfo, Vienna-Gumpendorf (1849)
- Villa Pereira, Königstetten (1849)
- Arsenale di Vienna (1849–1856)
- Chiesa di Maria Ausiliatrice, Vienna (1854)
- Grande Sinagoga di Budapest (1854–1859)
- Casino Augarten, Brünn (1855)
- Leopoldstädter Tempel, Vienna (1858)
- Ponte Elisabetta, Vienna (1858)
- Palazzo Hoyos, oggi Hotel Bristol, Vienna (1861)
- Sinagoga di Miskolc, 1863
- Palazzo Todesco (1863)